# オルドーニョ3世
オルドーニョ3世 （Ordoño III de León, 926年頃 - 956年）は、レオン王（在位：951年 - 956年）。

## 生涯
ラミロ2世の子。彼の即位に対抗する異母弟サンチョを支持するナバラ及びカスティーリャと対峙した。 
彼はまた内部の反乱、後ウマイヤ朝アンダルスからの攻撃、ガリシアの反乱に対処しなければならなかった。イスラム勢力への対応としては955年にリスボンにまで兵を送っている。この攻勢を受けてイスラム勢も和平交渉に入り、最終的にレオン王とカリフ アブド・アッラフマーン3世との間で和平条約が締結された。
彼は父と同じように領土の防衛強化と、分離運動怠りないカスティーリャ伯フェルナン・ゴンサレスに対して王権の強化に努めた。そのためフェルナン・ゴンサレスの娘ウラカと結婚したが、のちにフェルナン・ゴンサレスがサンチョ王子と同盟したことから、ウラカを拒絶した。

## 子女
ウラカは少なくとも2子をもうけた。
- オルドーニョ - 早世
- テレサ - 修道女

ベルムード2世もオルドーニョ3世の子であるが、ウラカの子か愛妾の子か意見は分かれている。